# Hypoxylon californicum
Hypoxylon californicum är en svampart som beskrevs av Ellis & Everh. 1895. Hypoxylon californicum ingår i släktet Hypoxylon och familjen kolkärnsvampar.   Inga underarter finns listade i Catalogue of Life.